# Kusiepiejewo
Kusiepiejewo (ros. Кусепеево) – wieś (dieriewnia) w Rosji, w Baszkortostanie, w rejonie saławackim. W 2010 liczyła 250 mieszkańców.